# Собор Святого Колмана
Собор Святого Колмана — католический собор в городе Ков, Ирландия, посвящённый святому Колману, первому епископу Клойна, современная кафедра епископа Клойна. Стоящий на холме над старым городом и гаванью, собор является яркой достопримечательностью и визитной карточкой города.
Собор Святого Колмана называют одним из лучших образцов неоготической архитектуры в Ирландии. Историк Эммет Ларкин охарактеризовал его как «самый амбициозный проект католической церкви Ирландии в девятнадцатом веке». По словам Фредерика О’Двайера, это «безусловно, самое дорогое ирландское церковное здание викторианской эпохи».
Первый камень новой церкви был заложен 30 сентября 1847 года епископом Уильямом Кином. В 1864 году было решено, что строящийся храм станет кафедральным собором Клойна вместо небольшого собора XIII века в Корке, в ту пору заметно уступавшем Квинстауну (как тогда назывался Ков) по размеру и значению. 15 июня 1879 года епископ Джон Маккарти отслужил здесь первую мессу. В марте 1915 года был завершён шпиль собора, что ознаменовало окончание строительства.
Поскольку собор возводился на склоне холма, были проведены большие землеустроительные работы. Со стороны южного фасада была сооружена подпорная стена, с противоположной стороны вынули большой объём грунта.
Собор имеет в плане форму латинского креста длиной 64 метра и шириной в трансепте 36 метров. С юго-запада возвышается колокольня высотой 91 метр, вторая по величине в Ирландии, с единственным в Ирландии карильоном из 49 бронзовых колоколов (в том числе самый большой колокол Ирландии весом 36 центнеров). На главном западном и боковых фасадах — остроугольные фронтоны с большими витражными розами, фланкированные восьмиугольными башенками. Крыша собора изготовлена из бельгийского сланцевого шифера голубого оттенка.
В интерьере собора использован абердинский красный гранит, мрамор из Мидлтона, итальянский белый мрамор (в основании колонн, балюстраде алтаря, баптистерии у северного входа), чёрный камень из Килкенни. Между центральным и боковыми нефами — колонны из фермойского красного мрамора. Внимание привлекают многоцветные витражи собора.